# شاملوی بزرگ (کلیبر)
شاملوی بزرگ یکی از روستاهای استان آذربایجان شرقی است که در دهستان قشلاق بخش آبش‌احمد شهرستان کلیبر واقع شده‌است.